# Хасан бин Рахма аль-Касими
Шейх Аль-Хасан бин Рахма аль-Касими (? — ?) — шейх (правитель) Рас-эль-Хаймы в 1814—1820 годах. Британцы обвинили его в том, что он руководил рядом актов морского пиратства, но это утверждение он отрицал. Несмотря на подписание мирного договора с англичанами в октябре 1814 года, в декабре 1819 года против Рас-эль-Хаймы был направлен карательный экспедиционный корпус, и Хасан бин Рахма был смещен с поста шейха Рас-эль-Хаймы, который он уступил британцам в предварительном соглашении к общему морскому договору 1820 года.

## Правление
Племянник Султана бин Сакра аль-Касими (1781—1866), правителя эмирата Рас-эль-Хайма (1803—1866). Хасан ибн Рахма стал фактическим правителем Рас-эль-Хаймы в 1814 году, хотя, вероятно, его правление началось еще до этого времени.
Он был зависимым от правителя Первого Саудовского государства Абдуллаха ибн Сауда (и его отца Сауда ибн Абдул-Азиза до него). Во время визита ко двору Абдуллаха в Эр-Рияд в августе 1814 года Хасан бин Рахма получил письмо от британского резидента в Бушире, обвинявшего его в краже двух лодок из Бомбея, груженных зерном. Эти лодки, по-видимому, были захвачены шестью лодками Аль-Касими у берегов Карачи 14 января 1814 года, хотя в письме британского агента утверждается, что корабли Аль-Касими захватили шесть или восемь лодок у берегов Карачи и Синда.
Хасан отрицал обвинения, указывая, что лодки Аль-Касими действительно ходили в Синд, где они торговали. Однако он также проводил тщательное различие между британскими подданными и местными судами индийского происхождения и отрицал захват любой лодки с британскими пропусками и цветами. Это было принято жителем Бушира Уильямом Брюсом.
6 октября 1814 года между Брюсом и представителем Хасана бин Рахмы было заключено соглашение, в котором Аль-Касими согласился уважать суда, плавающие под британским флагом, и обеспечить как британским, так и Аль-Касими безопасный проход в порты Рас-эль-Хайма и Индии. Корабли Аль-Касими можно было бы отличить по красному флагу с надписью «Есть только один Бог, и Мухаммед — его Пророк» посередине.

## Обвинения в пиратстве
Однако вскоре после подписания соглашения британское судно было захвачено, когда оно прибыло в Рас-эль-Хайму с письмами для Хасана бин Рахмы от Уильяма Брюса, и посланник подвергся «самому унизительному обращению». Затем последовала серия инцидентов «пиратства и грабежа» в течение следующих четырех лет, причем Аль-Касими были обвинены британским историком Джоном Гордоном Лоримером, который утверждал, что Аль-Касими «теперь предавались карнавалу морского беззакония, которому даже их собственные предыдущие записи не представляли параллели».
Британские обвинения в адрес Аль-Касими в это время были описаны как результат сочетания актов законной войны с их стороны против Маската (с которым они воевали) и путаницы с катарским пиратом Рахмой бин Джабиром. Независимо от того, были ли эти обвинения беспочвенными, частью попытки ограничить арабскую торговлю с Индией со стороны Ост-Индской компании (аргумент, выдвинутый Султаном бин Мухаммадом Аль-Касими в его историческом труде — Миф о пиратстве в Персидском заливе) или каталогом пиратских актов, конечный результат был одним и тем же. Британцы были полны решимости выступить против Рас-эль-Хаймы.
В марте 1819 года Хасан бин Рахма отправился к правителю Бахрейна Абдулле бин Ахмеду, чтобы договориться с англичанами и освободить пленных (17 британских подданных, все индийские женщины, были доставлены англичанам). Его жалобы британцам остались без внимания, как и его предложение (от сентября 1819 года) послать трех эмиссаров для переговоров о мире. Прибыв в Бушир, три представителя были повернуты назад.

## Падение Рас-эль-Хаймы

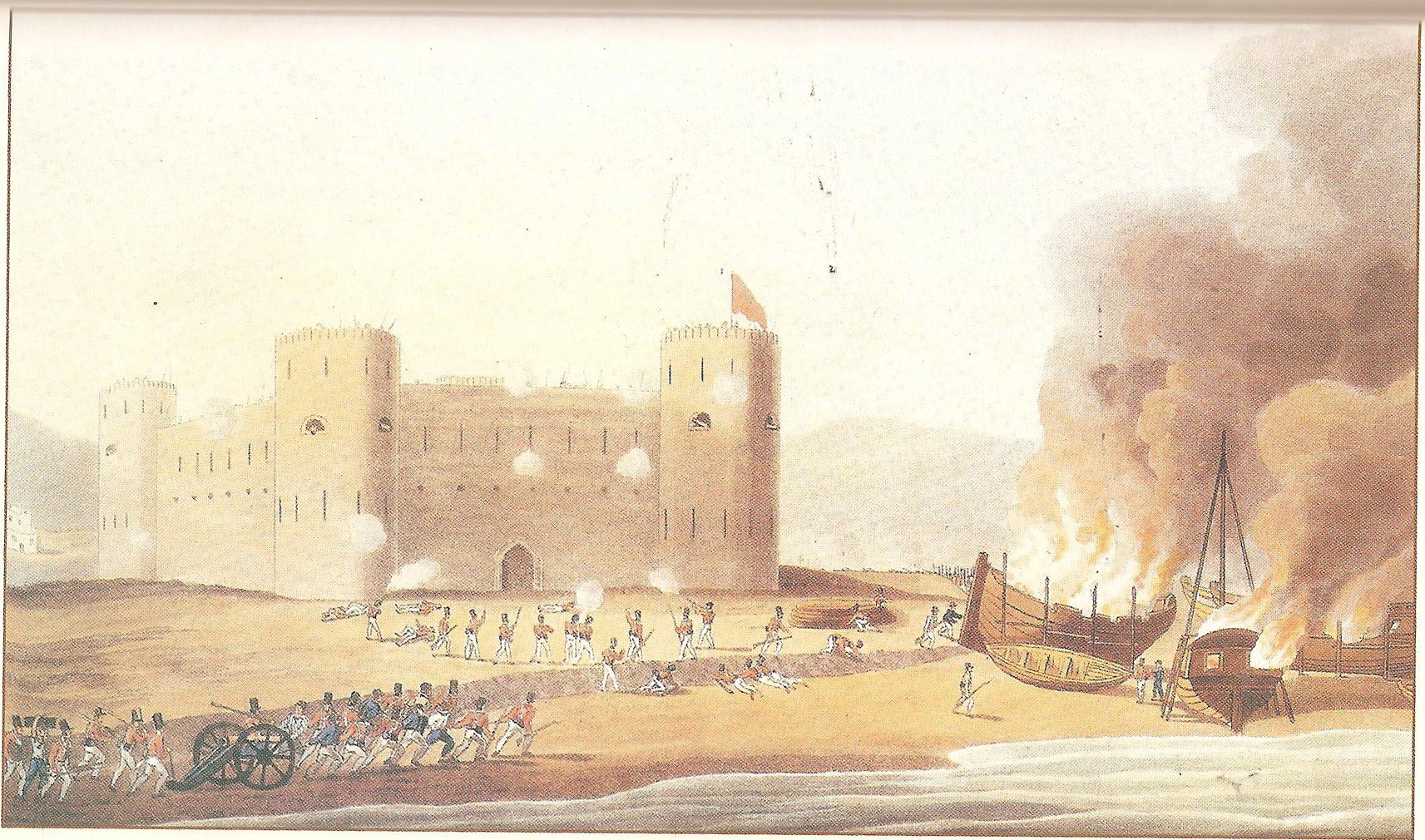
Рас-эль-Хайма подверглась нападению англичан в декабре 1819 года

В ноябре 1819 года англичане отправились в экспедицию против Рас-эль-Хаймы, возглавляемую генерал-майором Уильямом Кейром Грантом, под командованием которого было три тысячи солдат. Англичане предложили Саиду бин Султану из Маската стать правителем пиратского побережья, если он согласится помочь англичанам в их экспедиции. Он услужливо послал отряд в 600 человек и два корабля.
Силы собрались у побережья Рас-эль-Хаймы 25 и 26 ноября, а 2 и 3 декабря были высажены войска, и 5 декабря город подвергся бомбардировке как с суши, так и с моря. В течение следующих четырех дней продолжались бомбардировки, пока 9-го числа не были взяты штурмом крепость и город Рас-эль-Хайма. После падения Рас-эль-Хаймы три крейсера были посланы для блокады Тарана на севере, и это место тоже оказалось заброшенным, а его обитатели удалились в «неприступный» форт на вершине холма Дайя. Форт пал 22 декабря.
Разгром Рас-эль-Хаймы привел лишь к пяти британским жертвам против 400—1000 жертв, предположительно понесенных Аль-Касими.
Город Рас-эль-Хайма был взят и разграблен, и там был создан гарнизон, состоящий из 800 сипаев и артиллерии. Затем экспедиция посетила Джазират Аль-Хамра, который был заброшен, но затем продолжила разрушение укреплений и более крупных судов Умм-эль-Кайвайна, Аджмана, Фашта, Шарджи, Абу-Хаила и Дубая. Десять судов, укрывшихся в Бахрейне, также были уничтожены.

## Общий морской договор
Потерпев поражение, Хасан бин Рахма аль-Касими сдался англичанам и был заключен в тюрьму, но был освобожден, когда стало ясно, что его заключение было непопулярно. Он подписал предварительное соглашение, по которому город Рас-эль-Хайма и район Махара были переданы британцам для использования в качестве гарнизона.
Общий договор о прекращении грабежей и пиратства на суше и на море от 5 февраля 1820 года был подписан шейхами Абу-Даби, Шарджи, Аджмана, Умм-эль-Кайвайна и Рас-эль-Хаймы и англичанами в различных местах — в Рас-эль-Хайме, Форте Фалайя и Шардже.
Хасан ибн Рахма аль-Касими подписал договор как «Шейх Хатта и Фальны», ранее принадлежавшей Рас-эль-Хайме (Хатт — это современная деревня Хатта, а Фальна — современный пригород Рас-эль-Хаймы, Фахлейн недалеко от форта Аль-Фалайя).
Поскольку договор был подписан Уильямом Кейром Грантом и всеми арабскими шейхами, заключившими перемирие, Бомбейское правительство ясно дало понять, что оно крайне недовольно его снисходительностью к прибрежным племенам и желает, «если еще не поздно, ввести некоторые более жесткие условия». Особое сожаление вызвало освобождение Хусейна бин Али, ваххабитского лидера и вождя племен Рамс и Дхайя.
Хасан бин Рахма был свергнут в 1820 году , а шейх Султан бин Сакр аль-Касими, правитель Шарджи, также стал правителем Рас-эль-Хаймы.